# Sandro Magister
Sandro Magister (né en 1943 à Busto Arsizio, dans la province de Varèse, en Lombardie) est un journaliste et vaticaniste italien, spécialiste des questions religieuses pour différents médias du Groupe L'Espresso.

## Biographie

### Parcours
Sandro Magister obtient une licence en théologie de l'Université catholique du Sacré-Cœur de Milan en 1967. Marié et père de deux filles, enseignant l'histoire religieuse contemporaine à l'université d'Urbino, il suit l'actualité de l'Église catholique romaine et de la papauté depuis les années 1970. C'est l'un des vaticanistes les plus anciens en activité et sans doute le plus célèbre vaticaniste italien. Il est considéré comme un observateur aguerri du Vatican.
Depuis 2002, il anime un site internet (Chiesa, « Église ») consacré à l'actualité ecclésiale qui, depuis 2006 est traduit en quatre langues. Depuis 2016, c'est sur le blog Settimo Cielo qu'il publie ses articles. C'est le seul vaticaniste dont les articles sont systématiquement publiés en italien, anglais, français et espagnol et publiés avec de nombreuses références aux sources.

### Opinions
Critique de la realpolitik du Vatican dans les relations internationales et surtout avec la Chine. Affichant volontiers des opinions plutôt conservatrices,, il est parfois qualifié de « ratzinguérien » - en référence à sa proximité avec la vision ecclésiale du pape Benoît XVI, son site est décrit comme étant « une base documentaire exemplaire ». Considéré par ses détracteurs comme « bergogliophobe » et « l'un des vaticanistes italiens les plus acharnés » voire « acide » à l'encontre du pape François, il critique, cependant volontiers certaines réformes et déclarations de ce dernier, ses critiques portant notamment sur les « approximations »,, notamment en matière de doctrine, du souverain pontife argentin mais aussi sur ses décisions et revirements politiques internes et externes, comme le scandale de l'Ordre de Malte, sa défense de prélats pédophiles,, le scandale McCarrick ou sa proximité avec les mouvements de gauche populistes internationaux . Sandro Magister est lui-même un fervent défenseur des prises de positions réactionnaires des cardinaux Brandmüller et Burke.
Ainsi, le 16 juin 2015, son éditeur dévoile sur le site L'Espresso un avant-projet de l'encyclique Laudato Si dont la publication n'était prévue que le 18 juin et qui était alors sous embargo. Il se voit alors brièvement retirer son accréditation auprès de la salle de presse du Saint-Siège. Cette accréditation lui a été restituée quelques mois plus tard une fois le malentendu éclairci, le 8 décembre 2015.

## Publications
Sandro Magister est l'auteur de deux ouvrages :
- La politique du Vatican et l’Italie, 1943-1978, publié à Rome en 1979,
- L’Église extraparlementaire. Le triomphe de la chaire dans l’ère postdémocrate-chrétienne, publié à Naples en 2001[1].